# MediaBanda
MediaBanda es una agrupación musical chilena que se caracteriza por su propuesta ecléctica y enérgica, nutrida por diversos estilos como el rock, el jazz, el funk, el pop, la fusión latinoamericana y la música contemporánea, entre otros. Formada en el año 2000 en Santiago de Chile por el saxofonista y compositor Cristián Crisosto.

## Historia

### Formación (2000-2002)

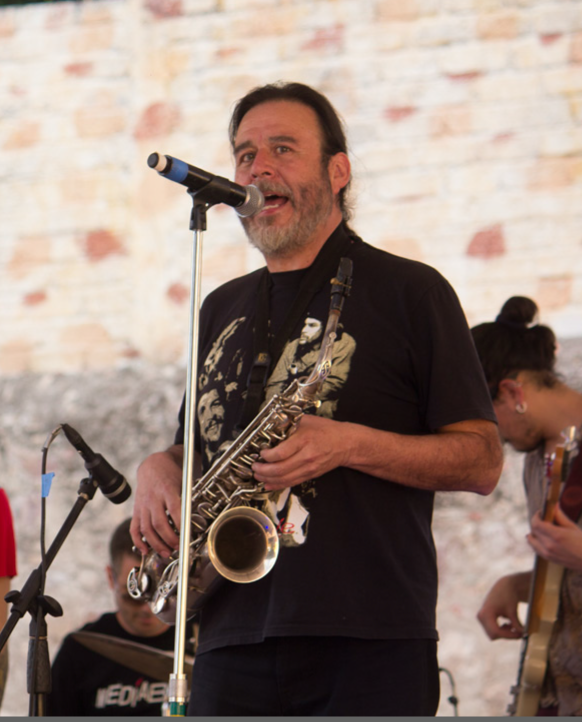
Cristián Crisosto creador y principal compositor del grupo

Una primera agrupación con el nombre de Mediabanda y compuesta por Cristián Crisosto, Jaime Vivanco, Pato Zúñiga, Willy Valenzuela, Raúl González, Sergio Pinto, y Miguel Schain, comenzó a funcionar a principio de los años 80' como un grupo que exploraba la fusión del rock, del jazz, el funk, y de la improvisación libre. De esta formación se produjo solo un inédito demo. Sin embargo cuando Crisosto y Vivanco incorporaron al resto de los integrantes definitivos, decidieron cambiarse el nombre a Fulano, y crear nueva música, comenzando así una gran carrera desde 1984 a 2015, dejando una marca imborrable en la historia de la música chilena. Es posteriormente al álbum Trabajos Inútiles (1997) de Fulano que Cristián Crisosto comienza un ambicioso proyecto personal de composición, que en el año 2000 se concreta al armar una nueva banda junto a su esposa Arlette Jequier (voz), su hija Regina Crisosto (voz), y otros siete jóvenes músicos; Santiago Astaburuaga, (bajo), Christian Hirth (batería), Daniel Linker (piano), Diego Aguirre (guitarra), Sebastián Dintrans (guitarra), Patricio Bracamonte (trombón), Marcelo Maira (flauta y saxo), retomando el nombre anterior de MediaBanda. Así nace la actual Mediabanda.

### Primera etapa (2003-2010)
Luego de largo período de ensayos y trabajo de taller para armar las complejas composiciones de Crisosto, Mediabanda lanza en junio de 2004 su primer disco titulado Entre la Inseguridad y el Ego (financiado gracias al apoyo de Fondart) con un concierto en el teatro del Centro Cultural Alameda. El álbum destaca por su gran eclectisismo musical, complejidad composicional y riqueza sonora, en canciones que se pasean con soltura por el rock, el funk, la salsa, los ritmos afro-latinos, las melodías pop, los arreglos jazzeros, la música avant-garde y hasta por momentos, la música clásica. A fines del año 2004 el cuerpo docente de la Escuela Moderna de Música le otorgó a MediaBanda el premio a la mejor banda del año y la revista Wikén del diario El Mercurio califica a la agrupación como mejor artista nuevo chileno. Producto de la acogida de la crítica y el público son invitados a participar del 4.º Festival Internacional Providencia Jazz, compartiendo escenario con artistas internacionales como Paquito D’Rivera, Yellowjackets, Lito Vitale y otros. Posteriormente actuarían también en Matucana 100 junto a Akineton Retard, entre otras presentaciones del período. En abril de 2005 gana su segundo proyecto Fondart, el cual contemplaba una gira nacional que se realizó durante los meses de octubre y noviembre.
En abril de 2006, ganan por tercera vez un proyecto Fondart para financiar su segunda producción discográfica Dinero y Terminación Nerviosa que fue grabada en enero de 2007 y lanzada en junio del mismo año en dos conciertos en el Cine Arte Alameda. El álbum fue un CD doble donde se desarrolla el estilo de fusión rock/jazz/música contemporánea consolidando al grupo como uno de los más importantes del estilo a nivel latinoamericano. Esta vez la composición estuvo abierta también a Hirth, Dintrans y Aguirre, sumado además a notables improvisaciones experimentales de parte de Jequier, Hirth y Astaburuaga. Una semana después emprenden rumbo a Europa para realizar una gira de un mes y medio, presentándose en diversas salas, auditorios y festivales tales como el Festival Nuits du Sud en Vence Francia, y otros en España, Alemania, Holanda, República Checa, Austria e Italia. Al regresar a Chile se presentarían en el Teatro Oriente junto a Congreso y Akineton Retard. Posteriormente también junto al grupo de percusión experimental Code, en el mismo teatro.
En 2010 lanza el nuevo álbum, Siendo Perro, con una nueva formación, donde se destaca la utilización armónica de las guitarras en reemplazo del piano, y la incorporación del funk, y el rock pesado a la ya característica fusión jazz-rock de vanguardia. Siendo Perro apareció sin la voz de Arlette Jequier, lo que vislumbró el inicio de los quiebres al interior del conjunto y que desembocó en un silencio de dos años.

### Segunda etapa (2013-presente)
A mediados de 2013, se reunió una nueva formación para la segunda edad de MediaBanda, incluyendo 6 nuevos integrantes. En 2014 participan de la celebración de los 30 años del grupo Fulano, realizado en el Teatro Nescafé de las Artes junto a Santiago del Nuevo Extremo, Pedro Foncea, y Angelo Pierattini. Durante ese período la agrupación realiza una serie de presentaciones reestrenando gran parte del repertorio, que contaron además con la colaboración de Consuelo Schuster y Celeste Shaw en voces y que coincidió con una importante rotación de músicos en la formación base.
Durante 2016 se dedican a componer y grabar su esperado nuevo álbum titulado Bombas en el Aire, lanzando videos en vivo de los sencillos Bombas en el Aire, Me enteré por Facebook, y El sofá, para luego estrenar en enero de 2017 en la Sala SCD de Plaza Egaña el álbum completo. A la semana siguiente se presentan con gran éxito en el Festival Woodstaco 2017 en la Región del Maule, ante miles de personas, y luego continúan las presentaciones del lanzamiento del álbum en la Región de Valparaíso. Fue grabado en CHT Estudios como un experimento de taller musical en lugar del uso de las partituras que habían sido el soporte fundamental en los primeros tiempos. Durante los meses de julio y agosto realizan una gira a México que incluye presentaciones en el Jalisco Jazz Festival en Guadalajara, el FestivAlterNativo en Querétaro, además del circuito cultural de la Ciudad de México. De regreso en Chile realizan una serie de presentaciones junto a otras bandas de vanguardia tales como Crisis (de Nicolás Vera y Cristián Gallardo), Sube, Cola de Zorro, Zet, Aisles, Fósil y Ojo de Pez entre otras. En enero de 2018 participan en la celebración de los 10 años del Festival Woodstaco en Teno.
Actualmente se encuentran presentando el espectáculo “Mediabanda Plays Fulano”, estrenado el 16 de noviembre de 2018 en el Teatro Oriente con invitados como Pablo Ilabaca, Nicolás Vera, Consuelo Schuster, y Cómo asesinar a Felipes, rindiendo un homenaje a la música de la mítica banda chilena de fusión Fulano, y en particular al gran maestro Jaime Vivanco, interpretado con nuevos arreglos de Tomás Ravassa en teclados, y Aurelio Silva en guitarra, en una puesta en escena que derrocha energía y actitud. Dado al éxito, han continuado presentándose en espacios como el Festival de Jazz de Valparaíso, el Teatro San Joaquín, o La Batuta.
En enero de 2020 estrenan el primer sencillo de su próximo nuevo álbum "Maquinarias" en homenaje a Fulano, con el clásico "Adolfo, Benito, Augusto y Toribio", en el Museo de la Memoria y los Derechos Humanos y en el contexto del Estallido Social. Luego de retrasos en la producción debido a la  pandemia de Covid-19, el álbum  Maquinarias  finalmente fue lanzado el 1 de julio de 2021, en streaming y CD. El disco está dedicado al compositor Jaime Vivanco, fallecido trágicamente en 2003, y contiene diez nuevos arreglos de sus composiciones en Fulano, que contaron con la colaboración de los hermanos Ilabaca (de Chancho en Piedra), el actor y folclorista Daniel Muñoz, y la cantante Consuelo Schuster, entre otros.

## Discografía
- 2004 - Entre la Inseguridad y el Ego
- 2007 - Dinero y Terminación Nerviosa
- 2010 - Siendo Perro
- 2017 - Bombas en el Aire
- 2021 - Maquinarias

## Integrantes

### Actuales
- Cristián Crisosto, composición, flauta traversa, saxo soprano, saxo alto, y saxo tenor (2000-)
- Christian Hirth, batería (2000-)
- Rodrigo Aguirre, saxo tenor y flauta traversa (2009-)
- Rafael Chaparro, saxo tenor y saxo alto (2013-)
- Tomás Ravassa, piano, teclados y sintetizadores (2013-)
- Aurelio Silva, guitarra eléctrica (2013-)
- Felipe Martínez, bajo eléctrico (2015-)
- Florencia Novoa, voz (2019-)

### Históricos
- Patricio Bracamonte, trombón (2000-2005)
- Daniel Linker, piano y teclados (2000-2006)
- Santiago Astaburuaga, bajo (2000-2008)
- Arlette Jequier, voz y clarinete (2000-2009)
- Marcelo Maira, flauta y saxo tenor (2000-2009)
- Diego Aguirre, guitarra (2000-2010)
- Regina Crisosto, voz y marimbas (2000-2010)
- Sebastián Dintrans, guitarra (2000-2010)
- Cristóbal Dahm, clarinete, saxo alto y saxo barítono (2005-2017)
- Jaime Ramos, piano y teclados (2006-2009)
- Javier Barahona, bajo (2008-2010, 2014)
- Francisco Loyola, piano (2009)
- Benjamín Lechuga, guitarra (2013-2014)
- Nicolás Voigth, bajo (2013)
- Carolina Riveros, voz (2013)
- Matías Baeza, guitarra (2015-2016)
- Valentina Mardones, voz (2014-2018)